# Donousa
Donousa är en ö i Grekland.   Den ligger i prefekturen Kykladerna och regionen Sydegeiska öarna, i den sydöstra delen av landet, 210 km sydost om huvudstaden Aten. Arean är 14,3 kvadratkilometer.